# Jeannette Howard Foster
Jeannette Howard Foster (3 de noviembre de 1895 – 26 de julio de 1981) fue una bibliotecaria, profesora, poeta e investigadora estadounidense en el campo de la literatura lésbica. Fue pionera en el estudio de la ficción popular y efímeras para investigar temas lésbicos tanto notorios como encubiertos. Sus años de pionera en la recopilación de datos culminaron en su estudio de 1957 Sex Variant Women in Literature que se ha convertido en una fuente fundamental para los lestudios LGBT. Inicialmente autoeditado por Foster a través de Vantage Press, fue fotoduplicado y reeditado en 1975 por Diana Press y reeditado en 1985 por Naiad Press con adiciones actualizadas y comentarios de Barbara Grier.

## Biografía
Jeannette Howard Foster nació el 3 de noviembre de 1895 en Oak Park, Illinois, hija del ingeniero mecánico Winslow Howard Foster y de Anna Mabel Burr. Asistió al Rockford College y se graduó en química en 1918. Foster obtuvo un doctorado en la Graduate Library School de la Universidad de Chicago. Enseñó biblioteconomía en el Drexel Institute of Technology de 1937 a 1948. Fue bibliotecaria en el Instituto de Investigación Sexual de la Universidad de Indiana durante los años 1948 a 1952, donde trabajó con Alfred Kinsey. En 1952, Foster dejó el Instituto de Investigación Sexual para mudarse a Kansas City con su pareja Hazel Toliver (1909-1997) y la madre de Toliver. Foster comenzó un nuevo puesto en la Universidad de Missouri-Kansas City (UMKC) como bibliotecaria de referencia y préstamo interbibliotecario.
Fue mientras trabajaba en UMKC, en 1957, cuando Foster publicó su libro Sex Variant Women in Literature: A Historical and Quantitative Survey. Foster pasó más de dos décadas investigando y escribiendo el trabajo, el primero de esta clase, que narra aproximadamente 2600 años de "variantes sexuales" femeninas (lesbianas, bisexuales y transexuales) en la literatura. En 1960, Foster se retiró de UMKC y se mudó a St. Charles con Toliver, su madre, y otra compañera lesbiana de Toliver, Dorothy Ross (1905-1986). Allí vivieron hasta 1974, cuando Toliver se jubiló y todas decidieron instalarse definitivamente en Pocahontas, Arkansas. La salud de Foster había comenzado a deteriorarse a mediados de la década de 1960 y el 7 de enero de 1974 se sometió a una cirugía de columna lumbar que le produjo daños en el sistema nervioso. Foster optó por mudarse a una residencia de ancianos para evitar cargar a sus compañeras de su cuidado, y el 1 de abril de 1975 se mudó a la cercana Residencia de ancianos del condado de Randolph.
Foster recibió el premio Stonewall Book de 1974 por Variantes sexuales femeninas en la literatura. Contribuyó con relatos y críticas a The Ladder. Foster vivió para ver su libro de 1956 aclamado como un documento fundacional de una nueva área de investigación. Era amiga de Valerie Taylor y Marie Kuda, quienes fundaron la primera conferencia nacional de escritoras lesbianas en los Estados Unidos. Taylor dedicó la primera conferencia en 1974 a Foster. En octubre de 1974, después de que Foster recibiera el Stonewall Book Award, Valerie Taylor publicó un homenaje a ella en el Chicago Gay Crusader, subrayando la importancia de Sex Variant Women in Literature y describiéndolo como un libro de consulta no solo para investigadores homófilos sino también para la literatura. amantes, estudiosos de las tendencias sociales y los que luchan por la liberación humana.
En 1998, Foster fue incluida en el Salón de la Fama de Gays y Lesbianas de Chicago.
En 2008 se publicó la primera biografía de Foster, Sex Variant Woman de Joanne Passet.
En 2019, Foster fue incluida en el Salón de la Fama Literaria de Chicago.